# Walter von St. Abraham
Walter Mohammed (lat. Walterus cognomine Mahumeth, frz. Gauthier Mahomet; † um 1118) war Herr von St. Abraham im Königreich Jerusalem. Als solcher wurde er auch Walter von St. Abraham (lat. Walterus de Sancto Abraham, frz. Gauthier de Saint Abraham) genannt.
Er taucht ab 1104 als Zeuge in Urkunden König Balduins I. von Jerusalem auf. Sein Beiname deutet darauf hin, dass es sich bei ihm um einen zum Christentum konvertierten Muslim handelt, der den Namen seines Paten als Beinamen angenommen hat.
Um 1108, nach dem Tod des Rohard von Haifa, wurde er zum Herrn (oder Kastellan) von Hebron ernannt, das die Kreuzfahrer St. Abraham nannten. Um 1110/1112 beteiligte er sich im Heer König Balduins I. von Jerusalem an einem Feldzug zur Abwehr der Seldschuken im Fürstentum Antiochia.